# Kirchenburg Kleinlangheim

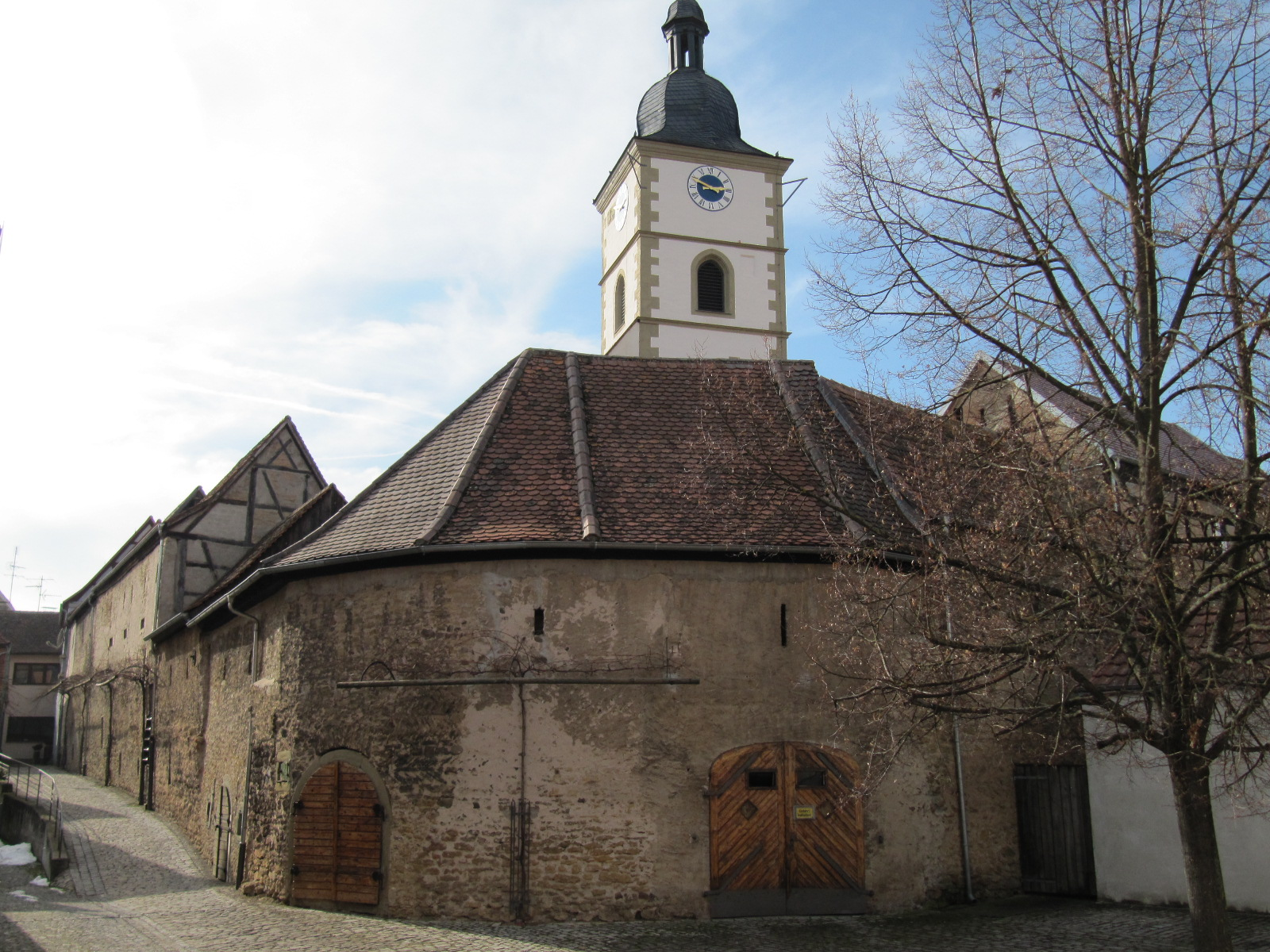
Kirchenburg Kleinlangheim

Die Kirchenburg Kleinlangheim ist eine Kirchenburg aus dem 12. Jahrhundert im alten Ortskern der Gemeinde Kleinlangheim im unterfränkischen Landkreis Kitzingen.

## Geschichte

### Vorgängerkirchen

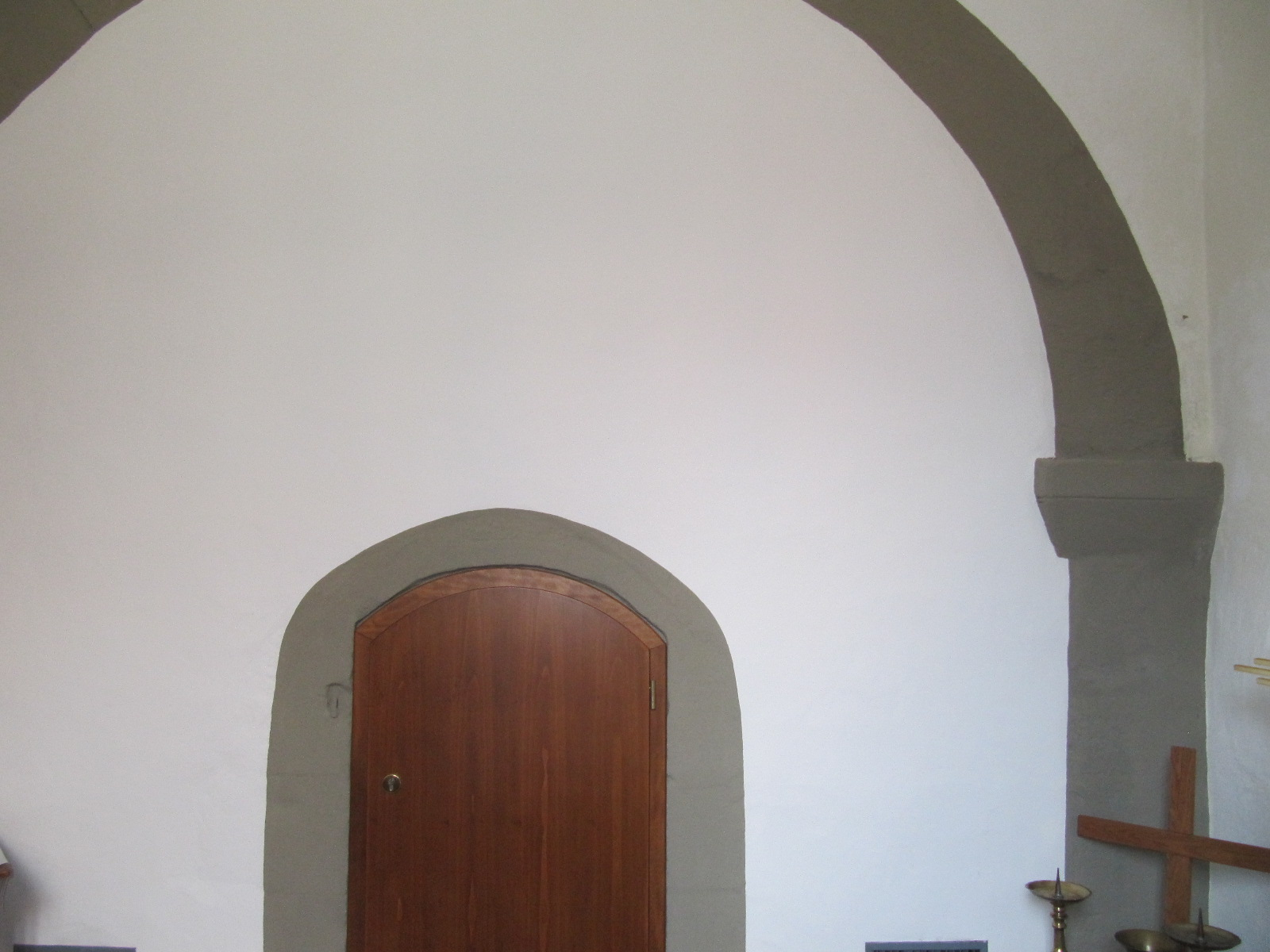
Erhaltener Bogen des Durchgangs zur alten Apsis im Untergeschoss des Turms sichtbar

Spuren der ersten Kirchen in Kleinlangheim vor Mitte des 7. Jahrhunderts fanden sich beim Heizungseinbau durch eine Ausgrabung 1972–1973. Im Kirchenschiff von St. Georg und Maria fanden die Fachleute romanische Reste sowie eine ältere Steinbasis und Zeugen hölzerner Vorgängerbauten:61Außerdem fand sich in den Pfarrakten der Hinweis, dass es im Turm eine Kapelle gab. Dies wurde bei Grabarbeiten unter dem Fußboden durch den Fund eines Altarfundaments in der Mitte der Rechteckapsis unter dem Turm bestätigt. Die verglühten Sandsteine und Pfostengruben erzählten von einem zerstörerischen Brand der wohl hölzernen Vorgängerkirche.
Auch ließen sich aus auffallenden Bruchstücken ein Trittstein aus gelblichem Grenzdolomit und Teile einer sigmaförmigen Altarplatte zusammensetzen. Aus dem entdeckten Weihekreuzchen kann die ursprüngliche Größe des Tisches auf 0,78 Meter Länge und 0,40 Meter Breite geschätzt werden. Neben dem Weihekreuzchen befand sich auch noch eine verschlossene quaderförmige Vertiefung. Diese könnte Reliquien enthalten haben.
Geweihte Überreste aus den durch Feuer zerstörten Vorgängerkirchen in Fachwerkbauweise beließ man im Altarbereich des Folgebaus. Etwa im 10. Jahrhundert wurden die Fachwerkbauten der ersten Kirchen durch eine Steinkirche ersetzt und mit einem Chorturm ergänzt. Dieser ist bis heute noch erhalten.:62

### Befestigung

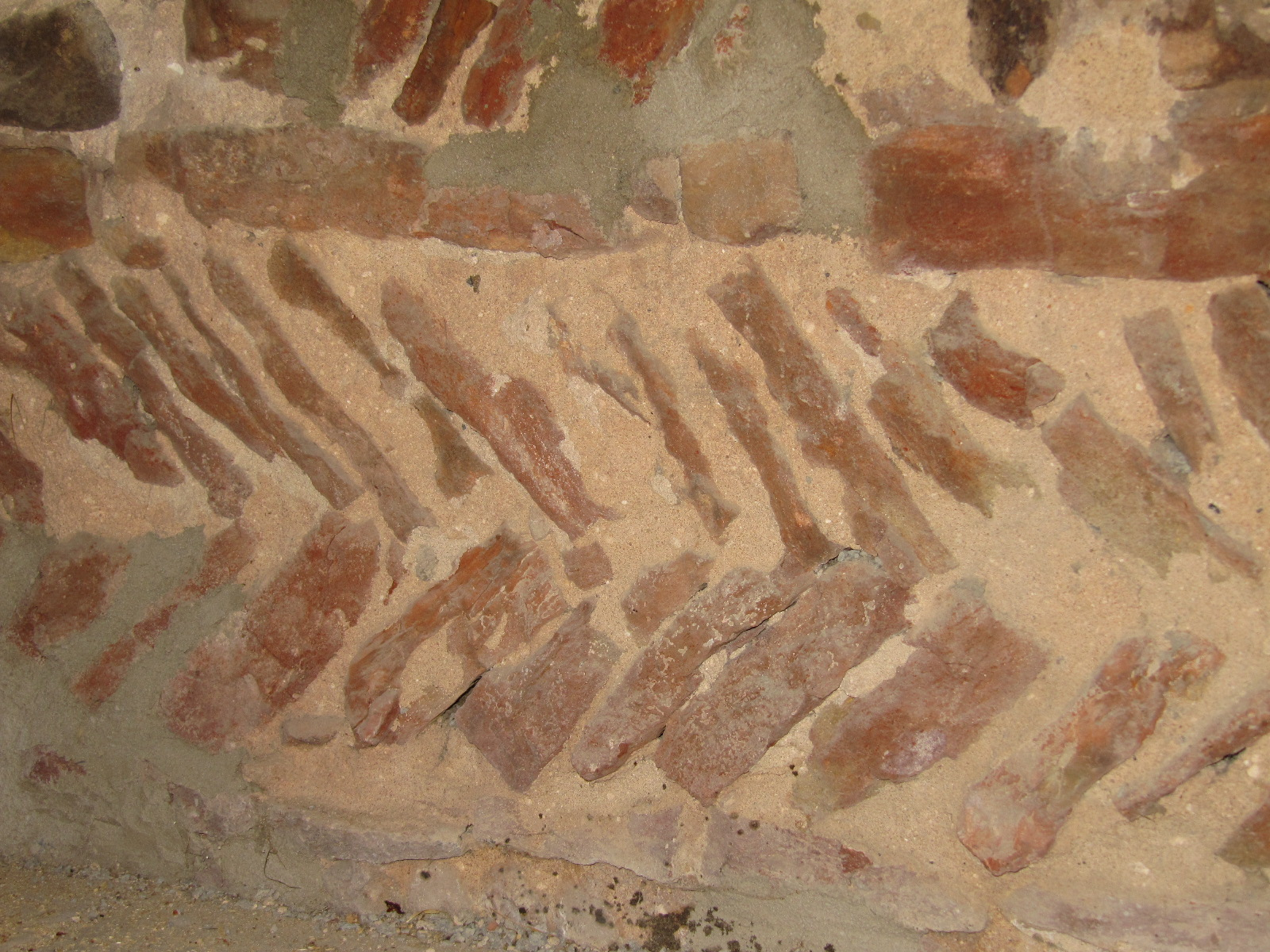
"opus spicatum"

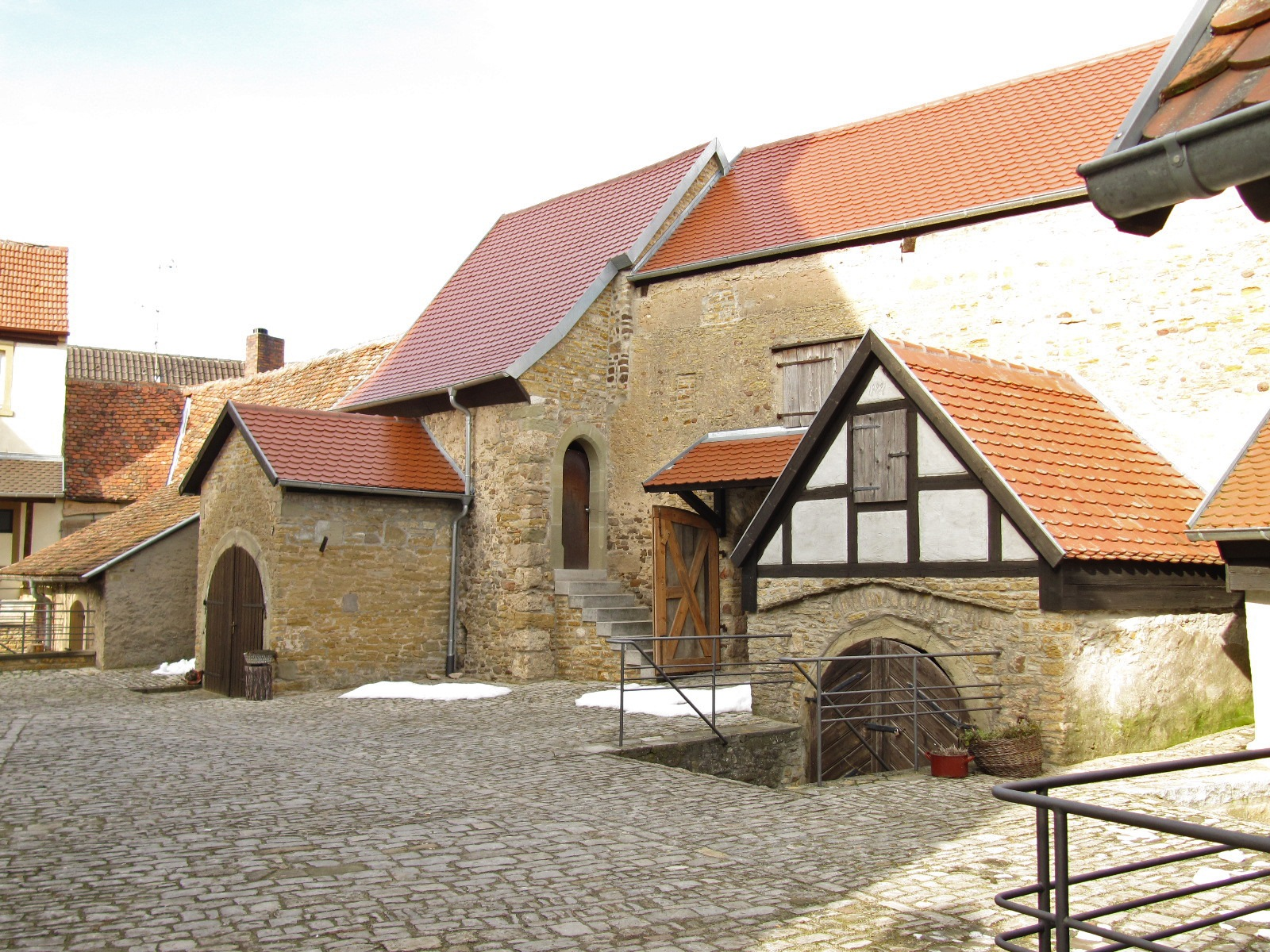
Gadenhäuschen und vorgebaute Kellerhälse

Seit karolingischer Zeit finden sich in Franken Kirchenburgen. Sie dienten als Fliehburg dem Schutz der Bauern. Die Landbevölkerung hatte unter den Machtkämpfen der Lehensherren besonders zu leiden. Auch von herumziehenden Soldaten und Gesindel waren sie bedroht. Die Kirche wurde in der Regel aus Stein gebaut und mit Ziegeln gedeckt. Dies bot Schutz vor Feuer und eignete sich am ehesten zur Verteidigung. Außerdem war es eine heilige Stätte, die Asyl bot. Auch Feinde respektierten den geweihten Bezirk des Kirchengebäudes und des Kirchhofs.
Das Gotteshaus war ursprünglich umgeben vom Friedhof. Im 12. Jahrhundert wurden Kirche und Friedhof mit starken, hohen Mauern aus hartem Grenzdolomit der Umgebung befestigt. Gemauert wurde im Fischgrät- oder Ährenverband („opus spicatum“).
Schließlich erfolgte der Ausbau der Ummauerung zur Fliehburg. Es wurden Wehrgänge angelegt sowie nach innen an die Kirchhofmauer Gaden angebaut. Diese bestanden aus Vorratskellern und kleinen Häuschen. In ihnen konnten die Dorffamilien wichtige Habe aufbewahren und Vorräte für Notfälle lagern. Nach außen bestanden sie aus der festen Wehrmauer ohne Fenster aber mit Schießscharten. Für den Erhalt mussten die jeweiligen Besitzer sorgen. Aus Platzmangel legten die Bewohner nun auch das Beinhaus an.
Als weitere Sicherung folgte das Aufstellen von Staketen vor der Aushebung des künstlichen Wassergrabens. Seine Spuren lassen sich in der Rathausumgebung entdecken. Der einzige Zugang war mit einer Fallbrücke und einem Torhaus geschützt. Letzteres wurde wohl 1487 errichtet und als erstes Rathaus genutzt. Über dem Rundbogen befindet sich die genannte Jahreszahl. Auch heute kann der Besucher durch diesen Zugang den Kirchhof betreten und die Stärke des Mauerrings nachvollziehen. Zum ersten Mal wurde die Kirchenburg Kleinlangheim 1416 erwähnt, als sie im ersten Markgrafenkrieg dem Burggrafen von Nürnberg als Stützpunkt diente. Bischof Johann konnte „viel Fahrniß, weins und getraids, so die bauern drein geflöhnet hatten“ plündern. Weitere Zerstörungen fanden 1554 und im 30-jährigen Krieg statt. 1648 beschreiben die Quellen die Zerstörungen so: „So sindt die Staketen vor und umb den Kirchhoff verbrannt, die Kirchhoffthor, Kirchen und Kirchhäuser Thüren, wie auch die Dachungen zerschlagen …“.

### Rückbau
Nach den Markgrafenkriegen und dem Dreißigjährigen Krieg Kriegen verloren die Kirchenburgen ihre Bedeutung zur Verteidigung in Kriegsfällen. Vieles, was zerstört war, verfiel. Nur einzelne Gaden erfuhren durch ihre Besitzer zahlreiche Umbauten und größere Abtragungen für landwirtschaftliche Zwecke. Ab 1700 ebneten die Kleinlangheimer den Graben ein und schufen Platz für Bebauung oder Gärten.
Heute haben Kirchenburgen über ihre historische Funktion der Wehrhaftigkeit und des Schutzes hinaus Symbolcharakter für den Einzelnen wie für die Gemeinde. Sie stellen ein Symbol für Gott dar. Das Tor ist offen zum Ort hin als Zeichen, dass die Kirche sich den Menschen zuwendet. Sie lädt ein zur Stille und Stärkung oder zu Veranstaltungen der Ortsgemeinschaft.
Seit mehr als 20 Jahren bemühen sich die Gemeinde Kleinlangheim und der Förderverein Kirchenburg Kleinlangheim e. V. die Reste der Kirchenburg zu renovieren und zu erhalten. Damit besitzen sie einen passenden Rahmen für Veranstaltungen.

## Beschreibung

### Anlage
Die Kirchenburg Kleinlangheim besteht aus der Kirche und deren Kirchhof. Dieser ist bis auf die Nordseite noch teilweise von einer hohen Ringmauer und einem Torturm nach außen abgegrenzt. Innerhalb der Mauern befinden sich neben der Kirche mit Schiff und Turm zahlreiche Gaden mit überbauten Kellerhälsen.

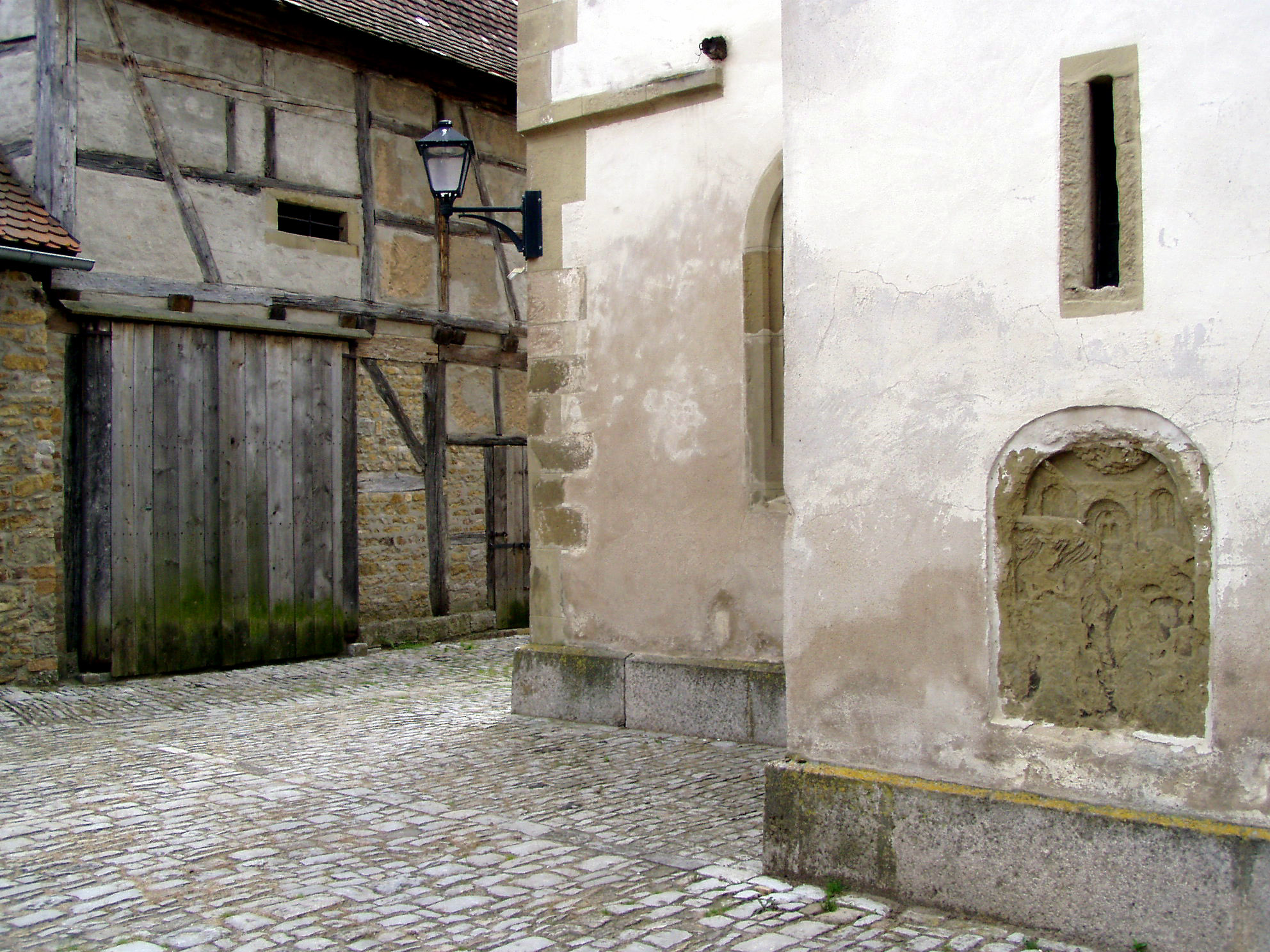
Sandsteinrelief am Kirchturm
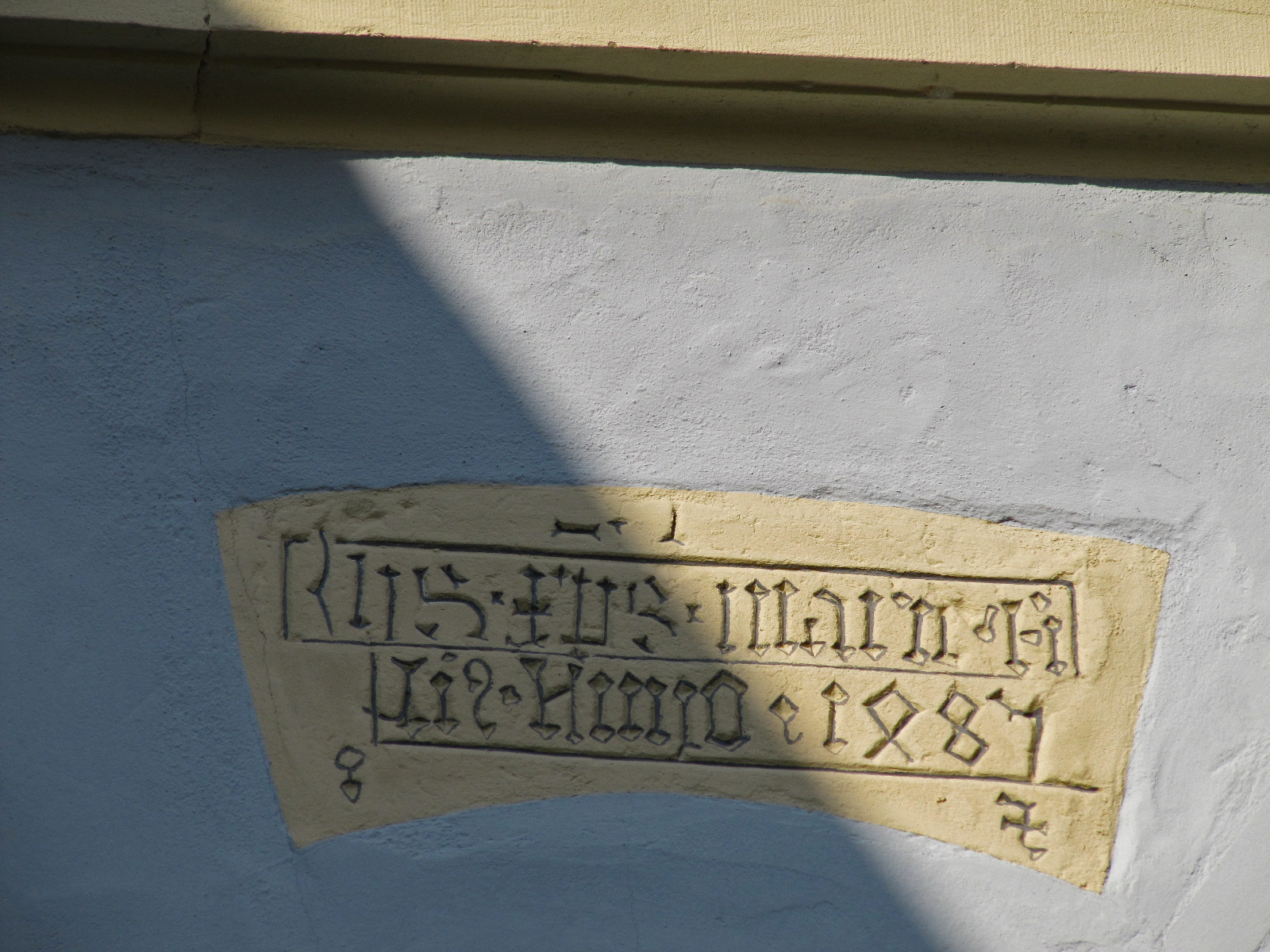
Stein im Torhaus zur Kirchenburg
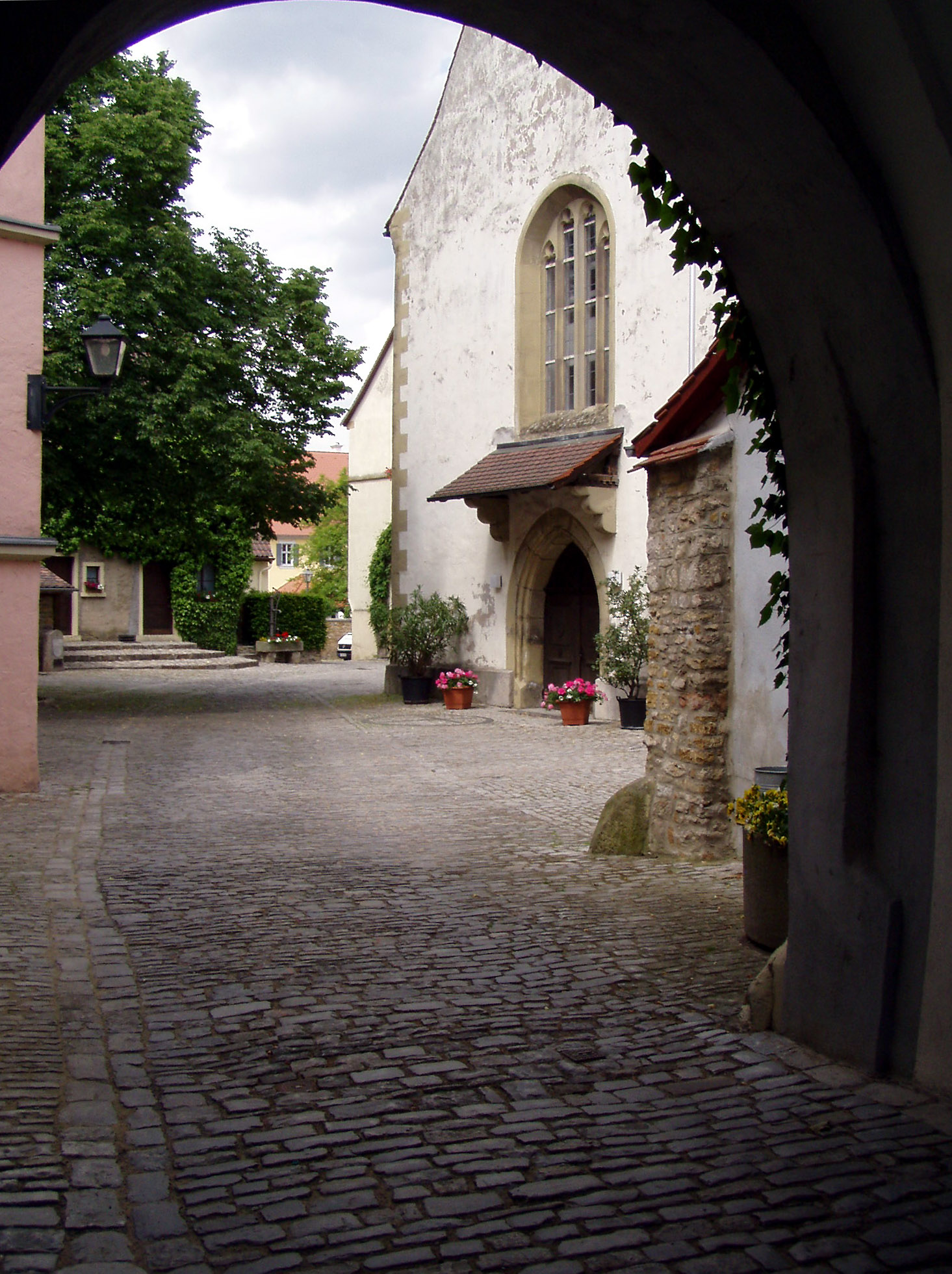
Blick durch den Torbogen in die Kleinlangheimer Kirchenburg
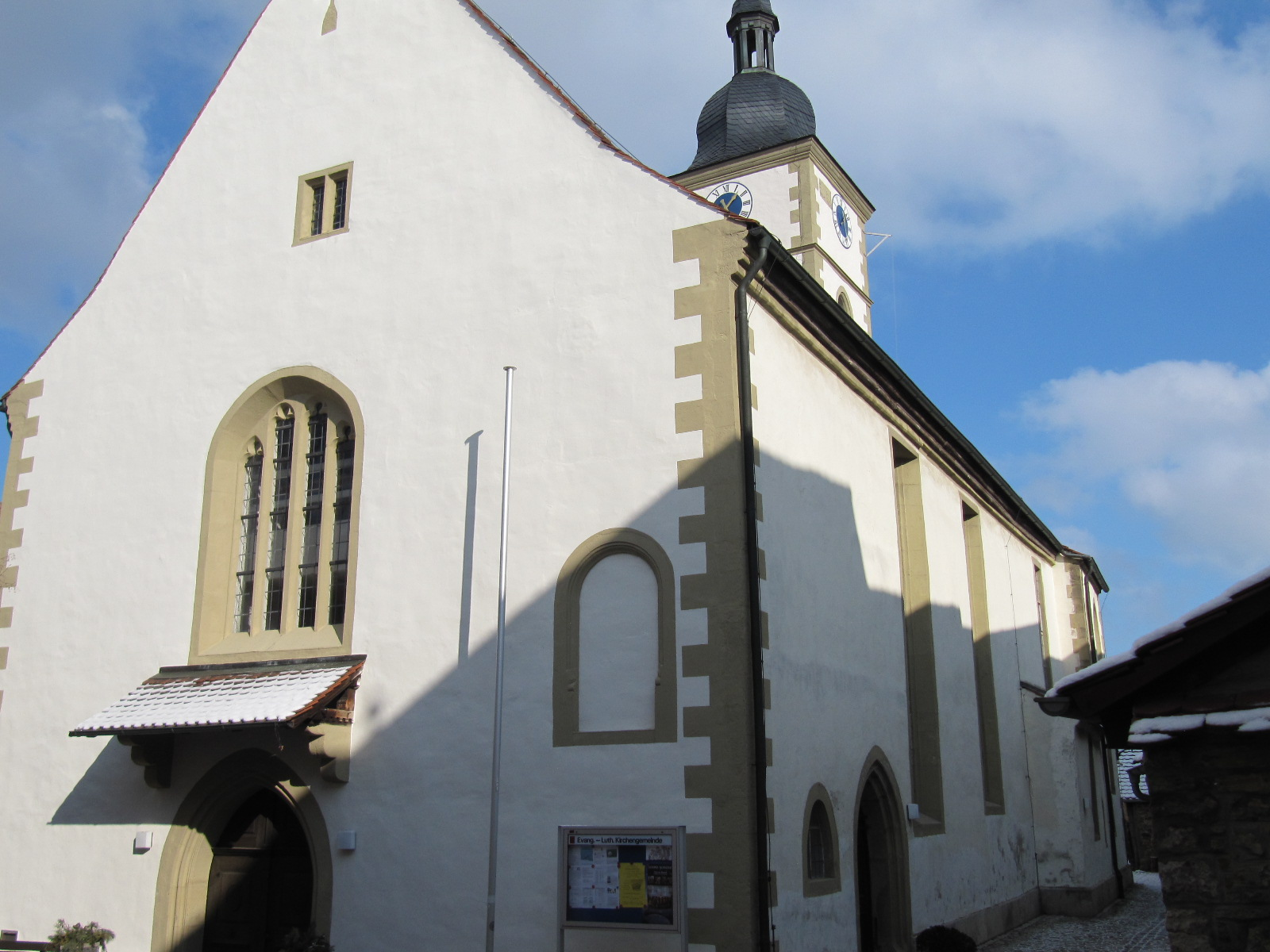
Evangelische Pfarrkirche St. Georg und Maria
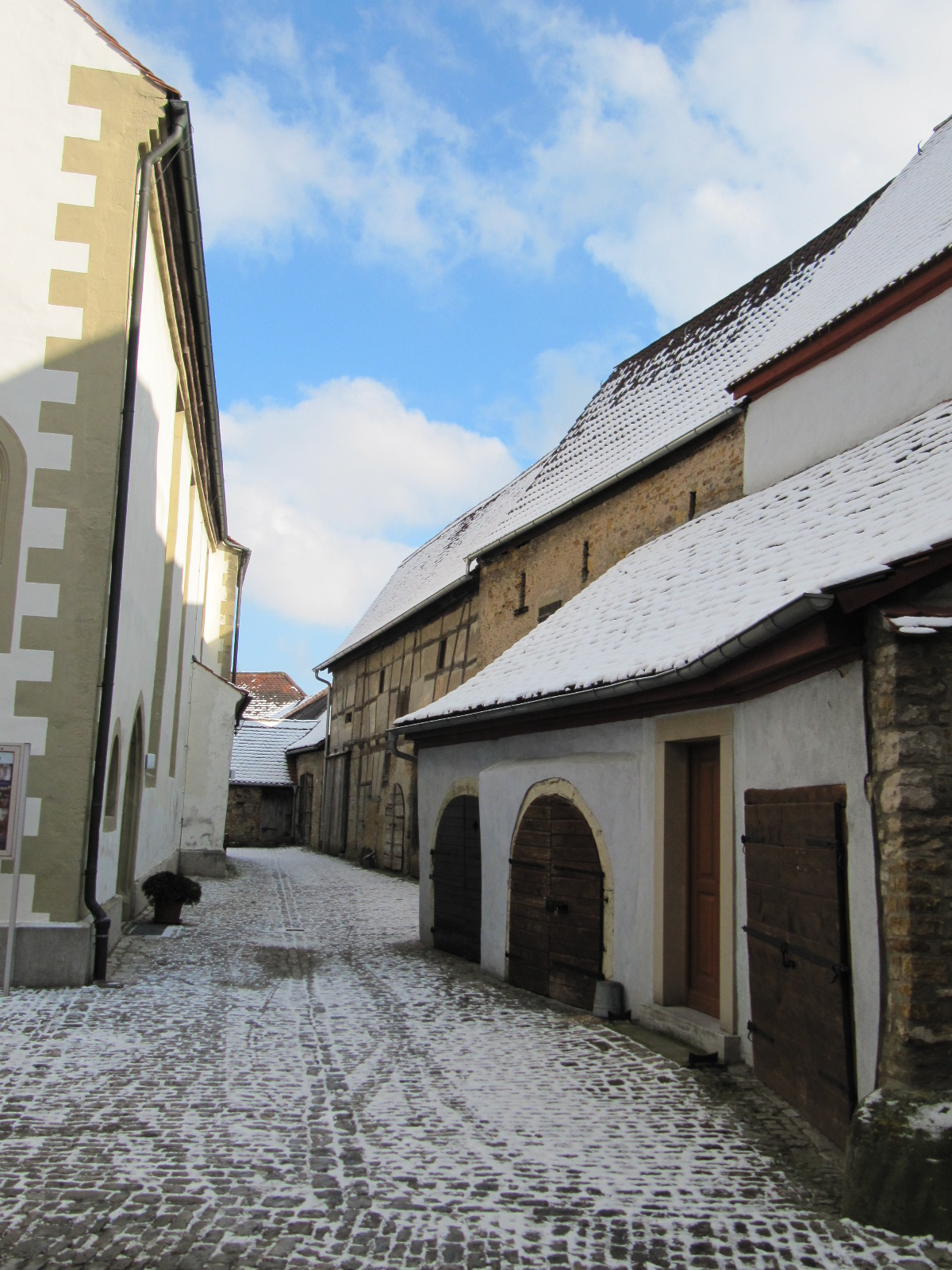
Gadenhäuschen
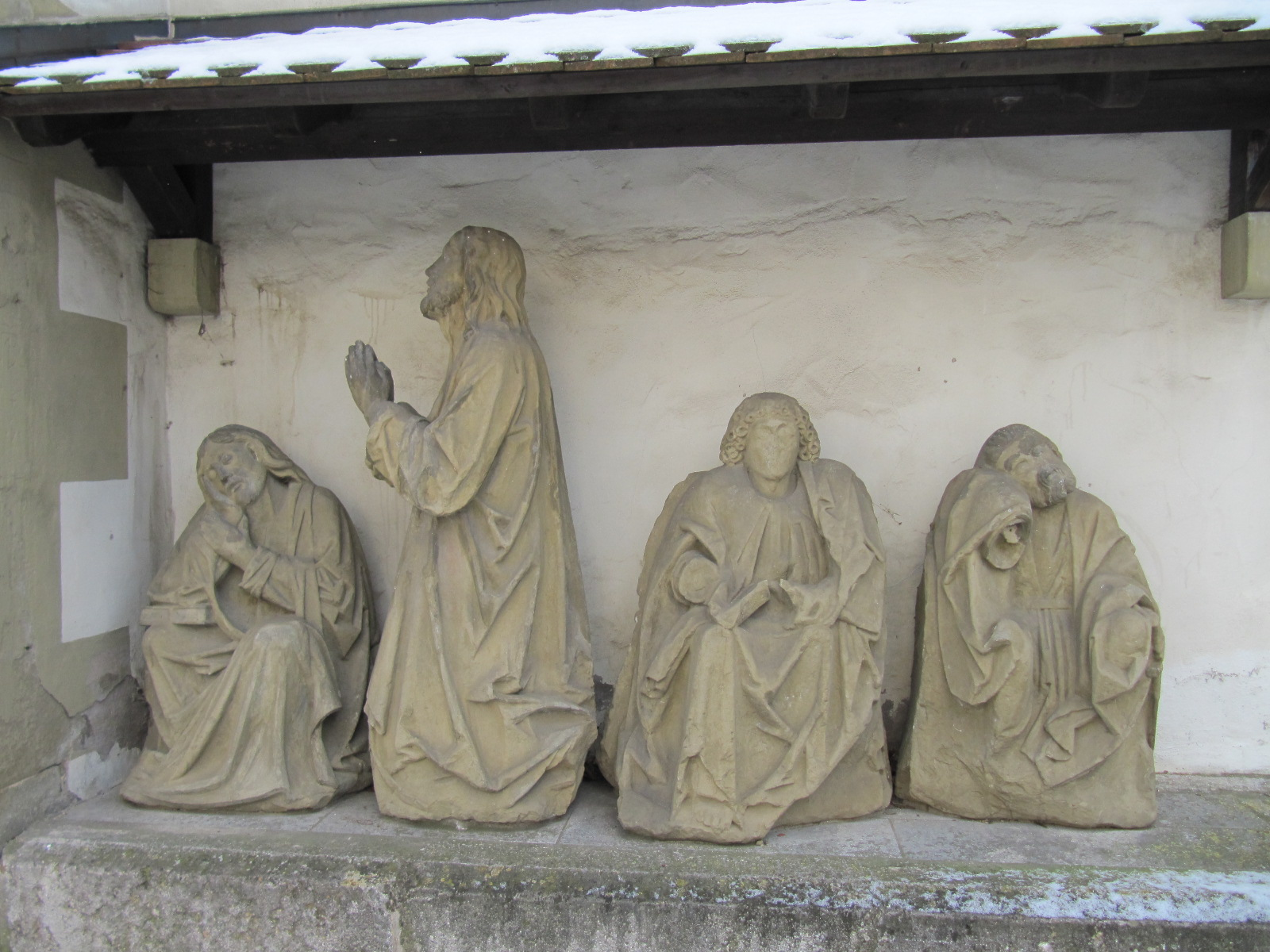
Gethsemane an der Außenmauer der Kirche
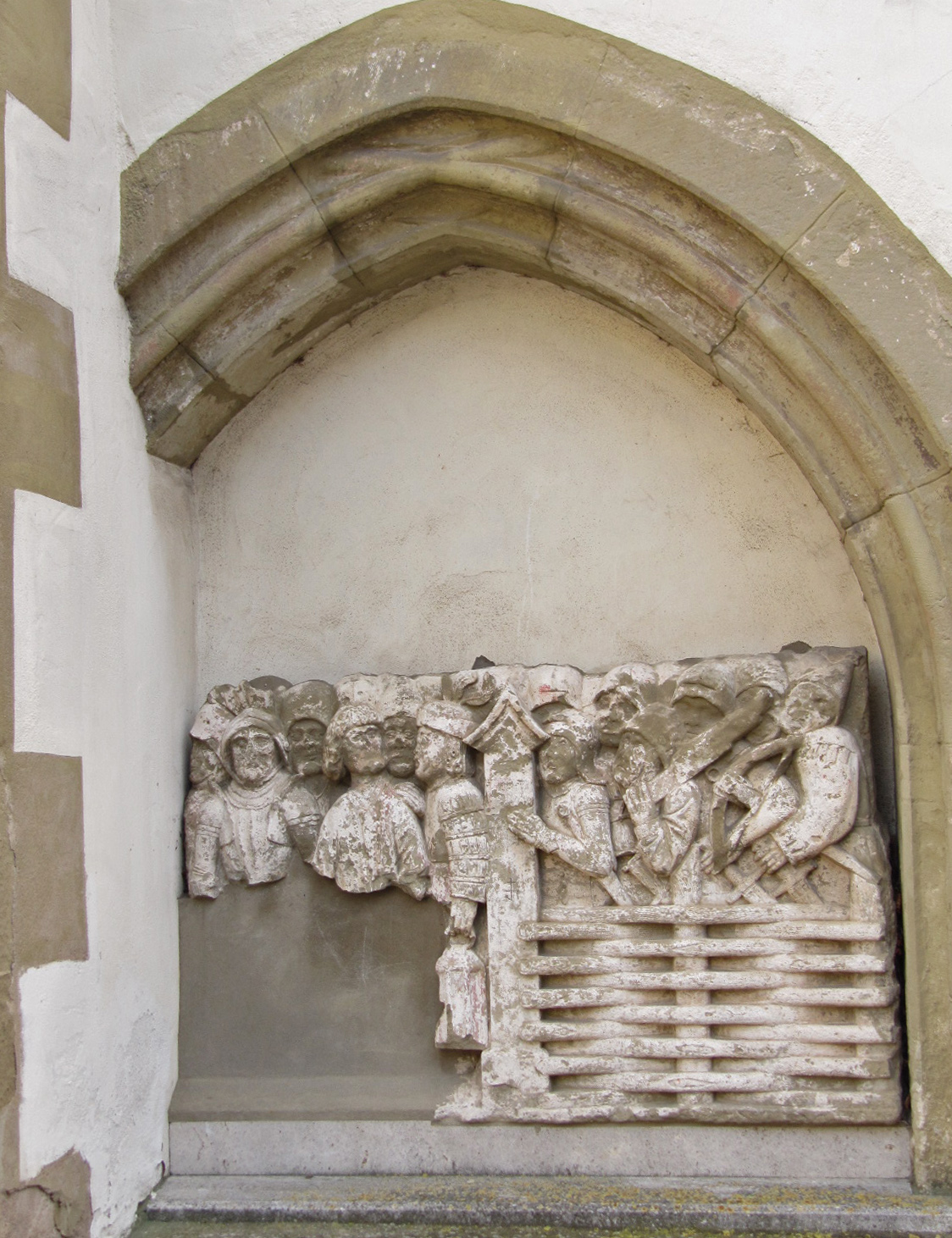
Gefangennahme Jesu

### Kirche
Die freistehende Kirche ist in Ost-West-Richtung ausgerichtet und setzt sich aus dem Langhaus und dem Turm zusammen. Er befindet sich auf der Ostseite. Die Erweiterung des Langhauses nach Süden 1594 und nochmals 1685 ist gut zu erkennen.:136
Im Innern erhielt die Kirche ihr heutiges Aussehen zwischen 1722 und 1739. Auf den Seiten, auf denen Erweiterungen stattfanden, auf der Süd- und Westseite des Kirchenschiffs, wurden doppelstöckige Emporen angebracht.
Aus Prichsenstadt stammt der Altar. Er steht im Blickpunkt des Kirchenschiffs. Das Gemälde mit der Osterbotschaft schuf 1849 Friedrich Carl Hösch. In der Predella darunter, in nächster Nähe des Altartisches, ist das letzte Abendmahl dargestellt.:136 Wie vom Weinstock führen vom Sockel grüne Reben an zwei gewundenen Säulen nach oben und rahmen die Auferstehung ein.
Die Orgel von 1669 wurde im Jahre 1731 auf einer eigenen Empore über dem Altar aufgestellt. Michael Voit aus Schweinfurt baute 1802 erhaltenswerte Teile in das neue Musikinstrument ein.
Den Korpus der Kanzel schmücken die Figuren Christus als Weltenherrscher und ihm zur Seite die vier Evangelisten. Sie wurden 1725 aus Spenden finanziert. Der Engel mit der Posaune auf dem Schalldeckel symbolisiert die umlaufende Inschrift: "Rufe getrost, halte nicht an dich! Erhebe deine Stimme wie eine Posaune und verkündige meinem Volk seine Abtrünnigkeit. Jes. 58".
Auf der rechten Seite findet der Besucher den Taufstein. Er stammt wahrscheinlich aus dem 15. Jahrhundert und das Messingbecken von 1729.
In die Kassettenfelder der ersten Empore fügte ein unbekannter Künstler eine Bildergeschichte ein. Sie zeigt in einem Querschnitt wichtigste biblische Inhalte. Diese Armenbibel für Menschen, die nicht lesen konnten, stammt aus der Zeit um 1650.:137
Leider konnten nur zwei Wandmalereien aus der Zeit um 1602, welche bei der letzten Renovierung entdeckt wurden, restauriert werden.

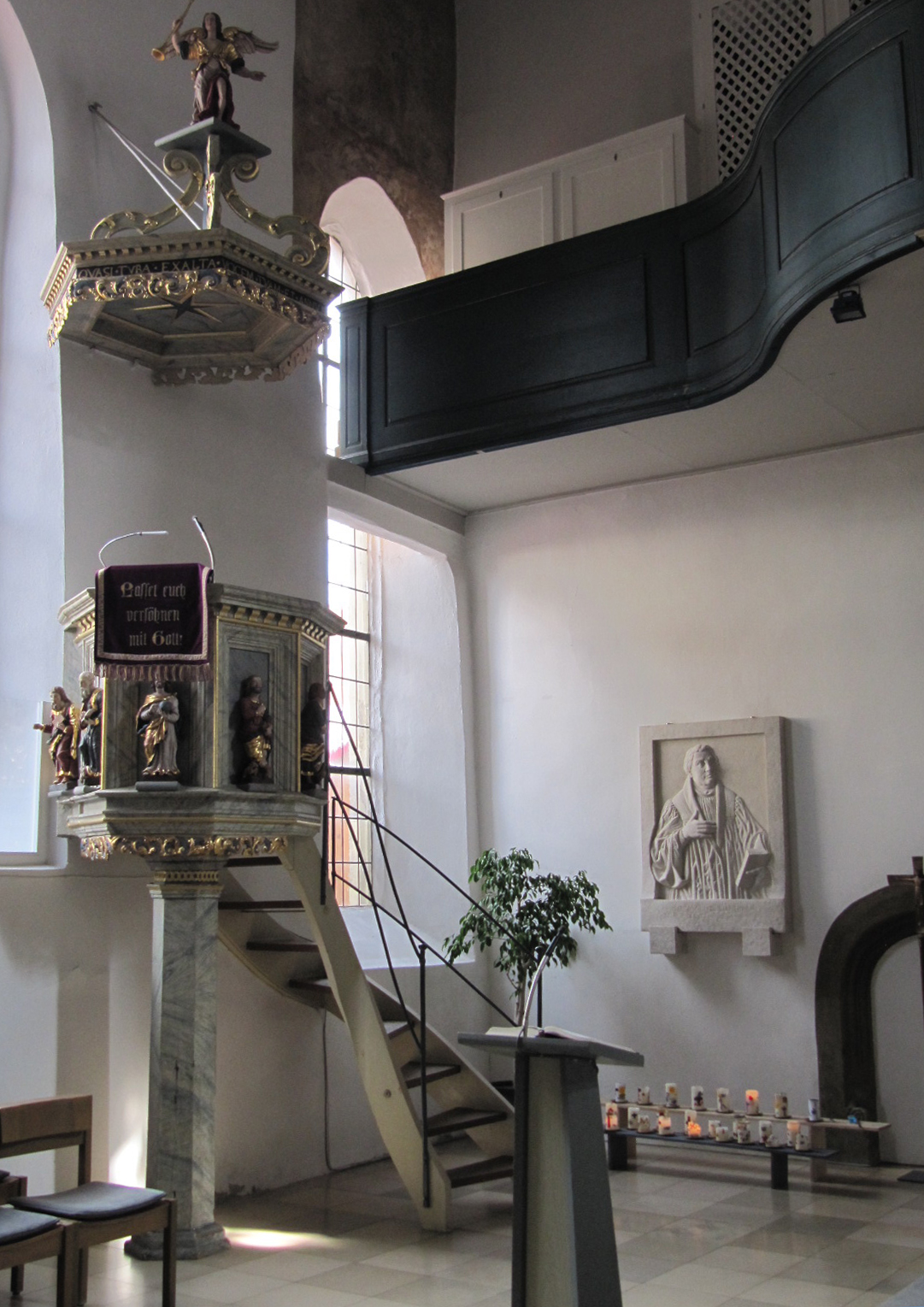
Kanzel in St. Georg und Maria
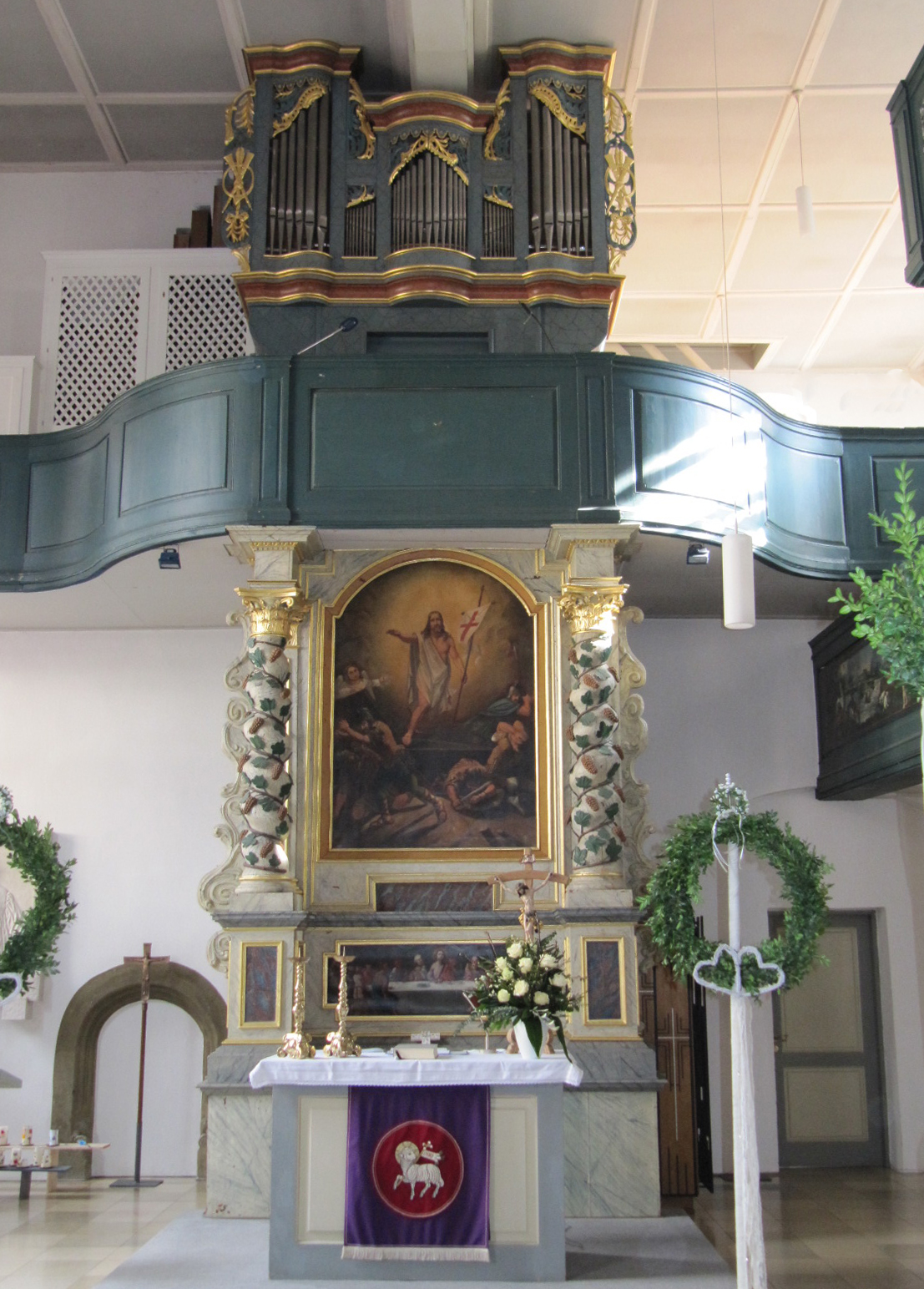
Altar der evangelischen Pfarrkirche St. Georg und Maria
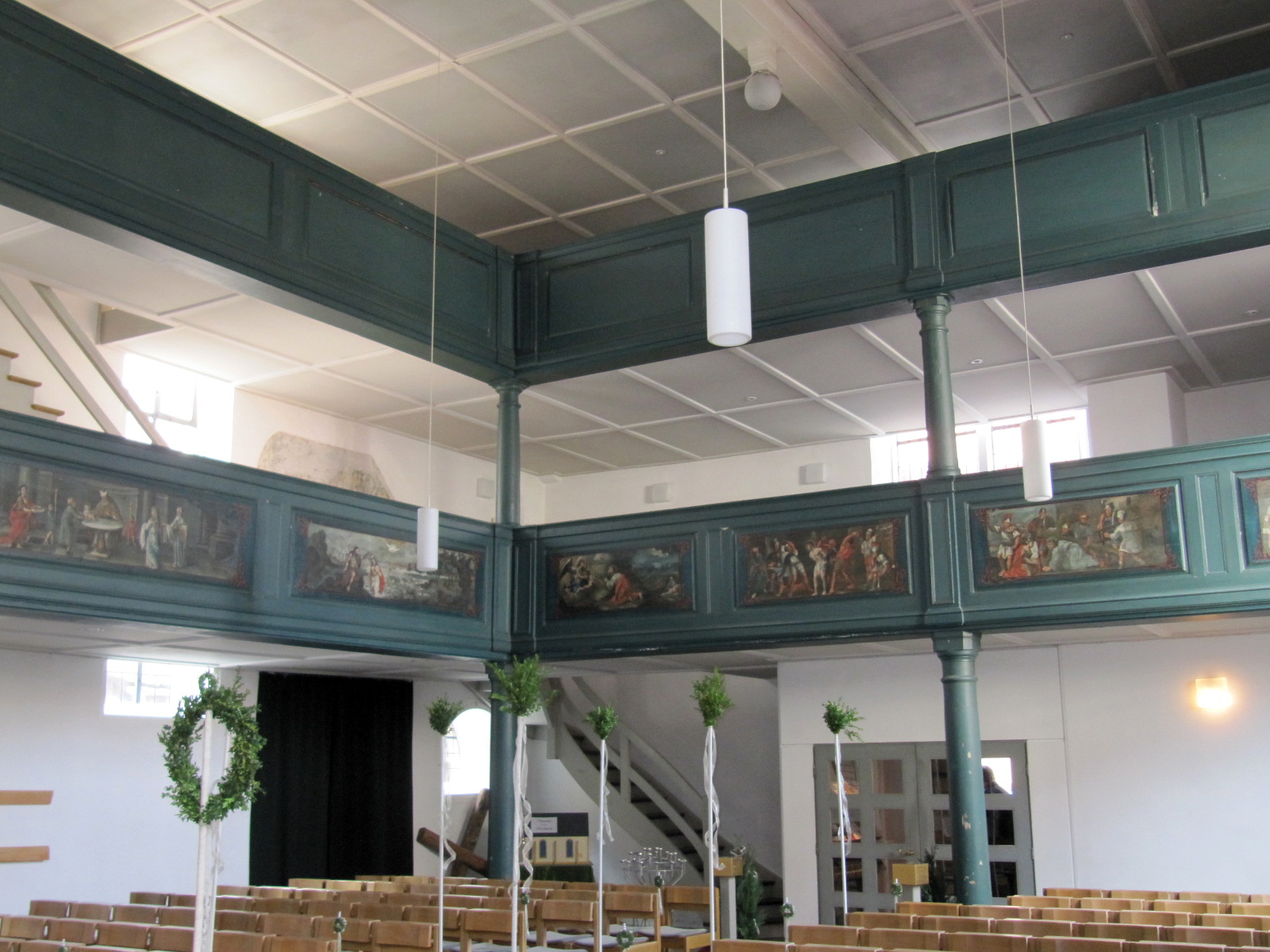
Armenbibel an der Empore

### Turm
Der Kirchturm wurde als Chorturm errichtet. Die Rechteckapsis im untersten Geschoss wurde bis ins 13. Jh. als Altarraum genutzt, wie die Ausgrabung von Altarfundamenten bewies. Auch sind deutliche romanische Spuren zu erkennen. Dass er 1594 drei weitere Stockwerke erhielt, bezeugt eine Sandsteintafel.
Heute besteht der Turm aus sechs Stockwerken mit Zwiebelkuppel, Laterne und Wetterhahn. In ihm ist die Sakristei untergebracht und er trägt die Glocken.
Die 85 Zentimeter hohe Elf-Uhr-Glocke wurde 1424 von "magister petrus" in Nürnberg gegossen. Es folgte 1491 die 1,36 Meter hohe Zwölf-Uhr-Glocke. Beide sind reich verziert.
Im Zweiten Weltkrieg wurde die im 16. Jahrhundert ergänzte kleine Glocke eingeschmolzen. 1958 konnte mit der Ewigkeitsglocke das Geläut wieder vervollständigt werden.